# Семенов, Святослав Викторович
Святослав Викторович Семенов (род. 21 апреля1992, Клецк) — белорусский профессиональный бильярдист. Является одним из сильнейших бильярдистов Республики Беларусь. Многократный чемпион Республики Беларусь по Русскому бильярду. Имеет спортивное звание мастера спорта Республики Беларусь. С 2013 г. по 2016 г. занимал 1-е место в рейтинге Белорусской ассоциации бильярдного спорта. На 2017 год занимает 2 место в рейтинге Белорусской ассоциации бильярдного спорта.

## Биография
Заниматься бильярдным спортом начал в возрасте 10 лет, в СДЮСШ "Пантера" в городе Гомель. В 2013 году окончил Белорусский государственный университет физической культуры по специальности «тренер по бильярдному спорту и преподаватель физической культуры». С 2013 года совмещает тренерскую деятельностью с карьерой игрока.

## Достижения
- 2010 — Бронзовый призёр Чемпионата Республики Беларусь
- 2012 — Обладатель Кубка Республики Беларусь
- 2012 — Серебряный призёр Чемпионата Республики Беларусь
- 2012 — Обладатель Кубка Республики Беларусь
- 2013 — Серебряный призёр Чемпионата Республики Беларусь по пулу
- 2013 — Бронзовый призёр Чемпионата Республики Беларусь
- 2013 — Бронзовый призёр Открытого Кубка Республики Беларусь по пулу
- 2013 — Обладатель приза в номинации «За волю к победе». Москва, СК «Олимпийский»
- 2013 — Обладатель Кубка Республики Беларусь
- 2014 — Чемпион Республики Беларусь
- 2014 — Обладатель Кубка Республики Беларусь
- 2015 — Бронзовый призёр Чемпионата Республики Беларусь
- 2016 — Серебряный призёр Чемпионата Республики Беларусь
- 2016 — Чемпион Республики Беларусь
- 2016 — Бронзовый призёр Кубка Республики Беларусь